# كأس أوغندا 1986
كأس أوغندا 1986 (بالإنجليزية: 1986 Uganda Cup)‏ هو موسم من كأس أوغندا. فاز فيه نادي ناكيفوبو فيلا.